# Podgora (gmina Straža)
Podgora – wieś w Słowenii, w gminie Straža. W 2018 roku liczyła 197 mieszkańców.